# Phedon Papamichael
Phedon Papamichael Jr. (in greco Φαίδων Παπαμιχαήλ?, Faidōn Papamichaīl; Atene, 24 febbraio 1962) è un direttore della fotografia e regista greco con cittadinanza statunitense.
È stato candidato due volte all'Oscar alla migliore fotografia, nel 2014 per Nebraska e nel 2021 per Il processo ai Chicago 7.

## Biografia
Nato ad Atene da padre greco e madre tedesca, si trasferisce da giovane con la famiglia in Germania, dove studia belle arti all'università di Monaco. Arrivato negli Stati Uniti nel 1983 con ambizioni da fotografo, viene raccomandato a John Cassavetes dal padre, suo cugino di primo grado e scenografo di Volti e Una moglie. Grazie a Cassavetes, viene preso sotto l'ala di Roger Corman, per il quale Papamichael dirige la fotografia di numerosi film di serie B tra la fine degli anni ottanta e l'inizio degli anni novanta, formandosi così assieme ad altri direttori della fotografia emergenti come Janusz Kamiński, Wally Pfister e Mauro Fiore.
Esordisce alla regia nel 1992 col film per la televisione Doppio identikit, ma decide di continuare ad occuparsi della fotografia, lavorando per il resto del decennio perlopiù in film commedia o per famiglie. Si fa notare all'inizio degli anni duemila con una serie di collaborazioni con Wim Wenders, il cui direttore della fotografia Robby Müller era stato una sua grande ispirazione, specialmente in The Million Dollar Hotel. Nel 1996 dirige la fotografia di Una donna molto speciale, del figlio di Cassavetes Nick.
Tra il 2003 e il 2004 inaugura il sodalizio con due registi che segneranno la sua carriera, James Mangold e Alexander Payne, curando la fotografia di pressoché tutti i loro film da allora; tra questi, Quando l'amore brucia l'anima, Quel treno per Yuma e Le Mans '66 - La grande sfida, e Sideways, Paradiso amaro e Nebraska. Per la fotografia in bianco e nero di quest'ultimo riceve la sua prima candidatura al premio Oscar, nel 2014.
Nel 2006 cura la fotografia de La ricerca della felicità di Gabriele Muccino, mentre nel 2008 dirige il film dell'orrore From Within, presentato al Tribeca Film Festival. Nel 2021 riceve la sua seconda candidatura all'Oscar per la fotografia del film di Netflix Il processo ai Chicago 7.

## Filmografia

### Direttore della fotografia

#### Cinema
- Stripped to Kill 2: Live Girls, regia di Katt Shea (1989)
- Nowhere to Run, regia di Carl Franklin (1989)
- Dance of the Damned, regia di Katt Shea (1989)
- Ribelli lingue bagnate (After Midnight), regia di Ken e Jim Wheat (1989)
- Streets, regia di Katt Shea (1990)
- Passione fatale (Body Chemistry), regia di Kristine Peterson (1990)
- La banda dei Rollerboys (Prayer of the Rollerboys), regia di Rick King (1990)
- L'auto più pazza del mondo (Driving Me Crazy), regia di Jon Turteltaub (1991)
- La mia peggiore amica (Poison Ivy), regia di Katt Shea (1992)
- Cool Runnings - Quattro sottozero (Cool Runnings), regia di Jon Turteltaub (1993)
- Dark Side of Genius, regia di Phedon Papamichael (1994)
- Un amore tutto suo (While You Were Sleeping), regia di Jon Turteltaub (1995)
- Eroi di tutti i giorni (Unstrung Heroes), regia di Diane Keaton (1995)
- Tonto + tonto (Bio-Dome), regia di Jason Bloom (1996)
- Phenomenon, regia di Jon Turteltaub (1996)
- Una donna molto speciale (Unhook the Stars), regia di Nick Cassavetes (1996)
- Le locuste (The Locusts), regia di John Patrick Kelley (1997)
- Un topolino sotto sfratto (Mousehunt), regia di Gore Verbinski (1997)
- Patch Adams, regia di Tom Shadyac (1998)
- Willie Nelson at the Teatro, regia di Wim Wenders – documentario (1998)
- The Million Dollar Hotel, regia di Wim Wenders (2000)
- 27 baci perduti (27 Missing Kisses), regia di Nana Džordžadze (2000)
- I perfetti innamorati (America's Sweethearts), regia di Joe Roth (2001)
- Succedono un sacco di cose: il film dei Bap (Viel Passiert - Der Bap Film), regia di Wim Wenders – documentario (2002)
- Twelve Miles to Trona, episodio di Ten Minutes Older: The Trumpet, regia di Wim Wenders (2002)
- Moonlight Mile - Voglia di ricominciare (Moonlight Mile), regia di Brad Silberling (2002)
- Identità (Identity), regia di James Mangold (2003)
- Sideways - In viaggio con Jack (Sideways), regia di Alexander Payne (2004)
- Mathilde, regia di Nina Mimica (2004)
- Quando l'amore brucia l'anima (Walk the Line), regia di James Mangold (2005)
- The Weather Man - L'uomo delle previsioni (The Weather Man), regia di Gore Verbinski (2006)
- 10 cose di noi (10 Items or Less), regia di Brad Silberling (2006)
- La ricerca della felicità (The Pursuit of Happyness), regia di Gabriele Muccino (2006)
- Quel treno per Yuma (3:10 to Yuma), regia di James Mangold (2007)
- W., regia di Oliver Stone (2008)
- Arcadia Lost, regia di Phedon Papamichael (2010)
- Innocenti bugie (Knight and Day), regia di James Mangold  (2010)
- Le idi di marzo (The Ides of March), regia di George Clooney (2011)
- Paradiso amaro (The Descendants), regia di Alexander Payne (2011)
- Maniac, regia di Shia LaBeouf – cortometraggio (2011)
- Questi sono i 40 (This Is 40), regia di Judd Apatow (2012)
- Nebraska, regia di Alexander Payne (2013)
- Monuments Men (The Monuments Men), regia di George Clooney (2014)
- Help, regia di Justin Lin – cortometraggio (2015)
- Il cacciatore e la regina di ghiaccio (The Huntsman: Winter's War), regia di Cedric Nicolas-Troyan (2016)
- Downsizing - Vivere alla grande (Downsizing), regia di Alexander Payne (2017)
- Le Mans '66 - La grande sfida (Ford v. Ferrari), regia di James Mangold (2019)
- Il processo ai Chicago 7 (The Trial of the Chicago 7), regia di Aaron Sorkin (2020)
- Indiana Jones e il quadrante del destino (Indiana Jones and the Dial of Destiny), regia di James Mangold (2023)
- A Complete Unknown, regia di James Mangold (2024)

#### Spot pubblicitari
- Nespresso (2010-2018)

#### Televisione
- Wild Palms – miniserie TV, 5 puntate (1993)
- White Dwarf, regia di Peter Markle – film TV (1995)
- Men in Trees – serie TV, episodio 1x01 (2006)

#### Video musicali
- The Ground Beneath Her Feet – U2 (2000)

### Regista
- Doppio identikit (Sketch Artist) – film TV (1992)
- Dark Side of Genius (1994)
- From Within (2008)
- Arcadia Lost (2010)
- Lost Angeles (2012)
- A Beautiful Day – cortometraggio (2016)

## Riconoscimenti
- Premio Oscar
  - 2014 – Candidatura alla migliore fotografia per Nebraska
  - 2021 – Candidatura alla migliore fotografia per Il processo ai Chicago 7
- BAFTA
  - 2014 – Candidatura alla migliore fotografia per Nebraska
  - 2020 – Candidatura alla migliore fotografia per Le Mans '66 - La grande sfida
- American Society of Cinematographers
  - 1994 – Candidatura alla migliore fotografia in una miniserie televisiva per la seconda puntata di Wild Palms
  - 1995 – Candidatura alla migliore fotografia in film per la televisivo o pilota per White Dwarf
  - 2014 – Candidatura alla migliore fotografia in un lungometraggio cinematografico per Nebraska
  - 2020 – Candidatura alla migliore fotografia in un lungometraggio cinematografico per Le Mans '66 – La grande sfida
  - 2021 – Candidatura alla migliore fotografia in un lungometraggio cinematografico per Il processo ai Chicago 7
- Critics' Choice Award
  - 2014 – Candidatura alla migliore fotografia per Nebraska
  - 2020 – Candidatura alla migliore fotografia per Le Mans '66 – La grande sfida
- National Society of Film Critics
  - 2014 – Candidatura alla migliore fotografia per Nebraska
- New York Film Critics Circle
  - 2013 – Candidatura alla migliore fotografia per Nebraska
- San Diego Film Critics Society Awards
  - 2019 – Candidatura alla migliore fotografia per Le Mans '66 – La grande sfida
- Satellite Award
  - 2019 – Candidatura alla migliore fotografia per Le Mans '66 – La grande sfida